# Вилькур, Клеман
Клеман Вилькур (фр. Clément Villecourt; 9 октября 1787, Лион, королевство Франция — 17 января 1867, Рим, королевство Италия) — французский кардинал. Епископ Ла-Рошели с 1 февраля 1836 по 7 июня 1856. Кардинал-священник с 17 декабря 1855, с титулом церкви Сан-Панкрацио-фуори-ле-Мура с 20 декабря 1855.